# Tiger Army III: Ghost Tigers Rise
Tiger Army III: Ghost Tigers Rise è il terzo album in studio del gruppo musicale statunitense Tiger Army, pubblicato nel 2004.

## Tracce
1. Prelude: Death of a Tiger – 0:53
2. Ghost Tigers Rise – 2:09
3. Wander Alone – 3:44
4. Santa Carla Twilight – 4:44
5. Ghostfire – 4:02
6. Rose of the Devil's Garden – 3:56
7. Atomic – 3:16
8. What Happens? – 3:07
9. Through the Darkness – 3:05
10. The Long Road – 4:31
11. Calling – 4:09
12. Swift Silent Deadly – 2:46
13. Sea of Fire – 5:13